# 海地可食鼠
海地可食鼠（學名：Brotomys contractus）是一種已滅絕的棘鼠科。牠們分佈在海地。牠們棲息在熱帶或亞熱帶低地的潮濕森林。在聖米歇爾島的一個山洞中發現海地可食鼠的標本。

## 外部連結
- ITIS Report （页面存档备份，存于）